# Cova de Maltravieso
La cova de Maltravieso és una cova situada als afores de la ciutat de Càceres (Extremadura, Espanya), concretament a l'avinguda de Cervantes, i curiosament avui integrada en el nucli urbà d'aquesta localitat de Càceres. Va ser ocupada per l'home en diferents moments de la Prehistòria. Es troba a l'àrea calcària del sud de la capital Càceres, coneguda popularment com El Calerizo. Altres coves pròximes són les de El Conejar i Santa Ana

## Història del descobriment

### Descobriment de la cova (1951-1956)

#### La cova a la ciutat de Càceres
El 1951, a l'antic «camí de Maltravieso» situat al terme municipal de Càceres, s'hi explotava una de pedrera de calcària. A causa d'una explosió d'un barrino, va aparèixer una entrada a una cavitat que es corresponia amb una de les sales de la Cova de Maltravieso. Els obrers van penetrar al seu interior i van trobar restes humanes associats a ceràmiques.
Posteriorment es exhumen diversos cranis d'Homo sapiens, un dels quals presentava una trepanació. Aquests descobriments van alertar a diverses personalitats locals, com Orti Belmonte (director llavors del Museu Provincial), el Comte de Sant Miquel (acadèmic d'Història),  Eduardo i Francisco Hernández Pacheco i José Álvarez Sáenz de Buruaga, qui va difondre la notícia a l'Arxiu Espanyol d'Arqueologia. Una figura destacada és la de Carlos Callejo Serrano, qui es va convertir en cronista i estudiós d'aquesta cavitat en els primers anys des del seu descobriment.
| «                                                                          | Província de Càceres. Al Calerizo de Maltraviesa (Càceres), situat als afores de la capital, a causa de l'explosió d'un barrino el dia 8 d'agost, es van produir esquerdes en una paret, i el consegüent esfondrament de terres, que va motivar la troballa d'una cova. Hi van aparèixer tres esquelets i trossos de testos, tot desordenat. Les restes humanes estaven sota grans pedres. Sembla que hi ha més cavernes. A l'exterior es troben abundants restes de ceràmica. Per persones competents s'ha donat a les restes una classificació prehistòrica, que sembla compaginar amb l'opinió de Mélida sobre aquestes cavernes del Calerizo de Càceres, algunes d'elles paleolítiques ( Cat Mon. D'Càceres p. 7), ja explorades per D. Tomàs Santibáñez fa mig segle. En aquesta zona hi ha la famosa i ja clàssica en l'arqueologia espanyola Cova del Conejar, que va publicar D. Ismael del Pa ( Com. D'Inv. Paleontològiques i Prehistòriques. Nota nombre 14), i que, juntament amb la del Boquique, són les més conegudes de la província. | » |
| — José Álvarez Sáenz de Buruaga, , XXIV Arxiu Español d'Arqueologia [1951] | |   |

Actualment, l'expansió urbanística de la ciutat ha englobat a la cova de Maltravieso en el seu interior, construint a la zona de la pedrera un parc públic amb el seu respectiu centre d'interpretació.

#### Reaccions a la premsa local
L'aparició de les restes humanes, especialment els cranis, va tenir certa repercussió en els mitjans de comunicació de Càceres, com ara El Periódico de Catalunya i el Diari Avui. Per les primeres restes arqueològiques trobades pels obrers, es pensa que la cavitat va ser ocupada en un moment imprecís de l'edat del bronze, encara que posteriorment, Carlos Callejo l'associa al Neolític.
«A les escales de Maltravieso. En una cova apareixen dos cadavers humans. El jutjat intervé en l'assumpte.» « De la troballa arqueològica de Càceres. La cova "misteriosa" dels cadavers i els ossos pot pertànyer a l'edat de bronze'. No hi de dades precises per no haver estat trobats objectes de coure, ferro ni bronze.»
No obstant això, tot i la importància de les restes trobades, les obres del planter van continuar, devorant uns treinta metres de la sala (anomenada Sala del Descobriment per Carlos Callejo) i per tant, de la cova. Quan es va paralitzar l'obra, la cova va romandre en un estat d'abandonament, ja que no tenia cap protecció, de manera que l'entrada sense control a la cavitat i la realització de diverses activitats al seu interior va causar greus alteracions del conjunt arqueològic.

#### Primers materials arqueològics del descobriment
| «                              | Dissabte últim, realitzant excavacions en una de les escales de la zona de Maltravieso, pròxima a la capital de Càceres, un obrer de sobrenom "El Francès", va observar que a conseqüència de l'explosió d'un barrino havia quedat al descobert la boca d'una cova natural [...]. L'obrer de referència va penetrar a la mateixa, trobant dues calaveres humanes i alguns útils domèstics i altres objectes. | » |
| — Nota de premsa. 1 agost 1951 | |   |

Posteriorment el nombre de restes es va ampliar. A la monografia publicada el 1958 per Carlos Callejo, titulada La Cova Prehistòrica de Maltravieso, al costat de Càceres es reconeix l'existència d'almenys quatre cranis humans juntament amb altres restes, com fragments mandibulars, un fragment de pelvis i alguns ossos llargs. En l'actualitat només es conserva una part d'aquest material. Una cosa semblant passa amb el material ceràmic, ja que Carlos Callejo reconeix que al principi era abundant, però en la data de la publicació de la seva monografia gran part havia desaparegut. A part del material arqueològic (ossos humans i ceràmics), també es van recollir restes paleontològiques que van ser estudiats per Miquel Crusafont Pairó i Francisco Hernández Pacheco, arribant a reconèixer diverses espècies pleistocénicas com Crocuta spelaea', Equus caballus i Rhinoceros.
Els materials recuperats en el moment del descobriment es troben actualment en el Museu de Càceres. Entre ells destaca el crani que presenta una trepanació al parietal esquerre, amb signes de regeneració òssia, el que indica que l'individu va sobreviure. En relació al material ceràmic provinent de l'edat del bronze, es conserven gots toscs amb decoracions incises, bàsicament línies paral·leles.

### Estudis de Carlos Callejo Serrano (1956-1995)

#### Descobriment de l'art rupestre paleolític
Durant una visita realitzada a final de 1956, Carlos Callejo, en el seu afany per conèixer tot el recorregut de la cavitat, descobreix la presència de pintures rupestres a les parets. Aquest fet posa de manifest la importància de Maltravieso i la necessitat de la seva protecció definitiva, ambdós interessos mostrats durant 1957 a diverses notes de premsa.
El 1958, Carlos Callejo presenta el primer estudi de la cavitat, anomenat La cueva prehistórica de Maltravieso junto a Cáceres (La Cova Prehistòrica de Maltravieso, al costat de Càceres), mostrant les restes humanes trobades, les ceràmiques i una primera anàlisi de les pintures, adscrites al Paleolític Superior. Observa la presència de nou panells amb pintures, amb un total de tres motius artístics principals: mans en negatiu, sèries de punts i trianguliformes. A més dedueix les tècniques usades en la seva realització i les seves possibles relacions amb altres manifestacions artístiques europees. Les pintures tenen almenys 64.800 anys d'antiguitat.

#### Difusió de les pintures paleolítiques
El descobriment de les pintures, juntament amb la tasca incessant de Carlos Callejo, va ser mostrat a la comunitat científica del moment, arribant a atreure prehistoriadors espanyols de gran prestigi com Martín Almagro i Francisco Jordá. Van exposar que les pintures rupestres de Maltravieso són les primeres localitzades al sud-oest de la península Ibèrica, allunyades de la tradicional zona d'art franc-cantàbrica. Els nous estudis realitzats, juntament amb les exploracions realitzades el 1959 per Carlos Callejo i Martín Almagro, van permetre descobrir noves restes humanes i noves pintures rupestres. Aquestes troballes es van publicar a la 'Guia del visitant', redactat per Martín Almagro en 1969.
Deu anys després, el 1979, Eduardo Ripoll Perelló i José Alfonso Moure Romanillo publiquen els primers gravats de Maltravieso.

#### Protecció de la cova
El 1963, ia causa de l'esforç de diversos investigadors, la Cova de Maltravieso és declarada com Monument Històric Artístic, sobre la base de la llei republicana de Protecció del Tresor Artístic Nacional, vigent des de 1933. A la pràctica aquesta distinció no es va fer efectiva, ja que van continuar les obres d'explotació i construcció al voltant de la cova, provocant diversos esfondraments en el seu interior, cosa de la qual es lamenta Carlos Callejo.
| « | La cova de Maltravieso, greument danyada. En intentar recentment practicar una visita a la Cova Maltravieso, Monument Nacional i Estació Paleolítica de primer ordre a Espanya, s'han trobat considerables destrosses a la primera meitat del seu recinte i un total caiguda de voltes a la segona. Amb això, la gruta ha quedat completament inútil per la seva visita que resultaria summament perillosa i s'han perdut o almenys han quedat inaseguibles (no és possible calibrar la magnitud dels danys) sis dels vint-panells de pintures rupestres. En diferents èpoques i amb reiteració, aquesta Delegació d'Excavacions ha fet advertències sobre el perill de les explosions de barrinades, excavacions i altres obres en els voltants de la Cova, donada la inseguretat dels estrats calcaris, amb pronunciat cabussament i molt poca adherència que constituïen la seva estructura. Dels danys ha estat informada la Direcció de Belles Arts i es fa necessària una reobertura i apuntalament eficaç de la Cova si no es vol que es perdi totalment aquest mil·lenari vestigi dels remotíssims pobladors de la comarca, la importància han reconegut els més eminents savis estrangers i espanyols i que Càceres hauria de tenir el major orgull a conservar. | » |
| — Carlos Callejo Serrano, Delegat Provincial d'Excavacions i Secretari de la Comissió de Monuments. , El Periódico de Catalunya. 21 juny 1968 | |   |

Paral·lelament se succeïen entrades incontrolades de visitants, que, per diversos mètodes d'il·luminació com la crema de sola de sabates, van deteriorar greument les pintures.
El 1985 es declara bé d'interés cultural després de l'aprovació de la Llei 16/1985 de patrimoni històric espanyol, gaudint de la seva màxima protecció. A més, la Junta d'Extremadura va assumir les competències de la seva protecció en aprovar la Llei 2/1999 de Patrimoni Històric i Cultural d'Extremadura.

### Investigació de la UNED (1996-99)
El 1995 la Junta d'Extremadura recolza un projecte de recerca orientat a la recuperació integral de la cova i els seus voltants. Aquest projecte va ser assumit pel Laboratori d'Estudis paleolítics de la  UNED, el qual es va encarregar d'estudiar l'art rupestre de la cavitat amb tecnologies modernes, com ara l'ús de fotografies ultraviolats i el tractament infogràfic de les fotografies digitals realitzades a la recerca de detalls que per l'estat de conservació de les pintures a primera vista no són perceptibles. També es va dur a terme un estudi planimètric de la cavitat per ubicar adequadament la situació de les diferents manifestacions artístiques. Els resultats d'aquesta nova investigació va permetre augmentar el nombre de representacions rupestres. Per exemple, el nombre d'empremtes de mans conegudes fins llavors era de 37, i amb la nova investigació va augmentar a 71.

#### Creació del Centre d'Interpretació de Maltravieso
A causa de les investigacions realitzades fins llavors, el 1999 s'inaugura un Centre d'Interpretació, incorporat a la Xarxa de Museus d'Extremadura, i depenent de la secció d'arqueologia del Museu de Càceres.
La Diputació Provincial, des de 1987, va promoure la rehabilitació de la zona de la cova en englobar en el nucli urbà de la ciutat, per evitar la situació d'abandonament i degradació que estava patint fins aleshores.

### Investigació de l'Equip Primers Pobladors d'Extremadura (EPPEX) (2001-07)
L'equip Primers Pobladors d'Extremadura, l'any 2001, visiten diverses coves pertanyents al Calerizo de Càceres per avaluar la viabilitat d'una exploració i posterior excavació arqueològica d'aquestes. Entre elles es troben la Cova de Santa Anna, la Cova del Conejar i la Cova de Maltravieso.
En aquesta última, es van escometre dos processos: primer netejar d'enderrocs l'interior de la cavitat per poder realitzar sondejos mecànics, i la segona començar l'excavació arqueològica i posterior estudi científic.
Durant l'estudi inicial de les pintures rupestres de Maltravieso, realitzat per Martín Almagro el 1960, es va construir una trinxera des de l'inici fins a l'última sala de la cova per afavorir el pas i fer més accessibles les manifestacions artístiques als experts. En comptes d'extreure el material de les trinxeres i treure a l'exterior, aquest va ser acumulat als costats d'aquesta. Aquesta acumulació, juntament amb la pròpia de la cova, feia impossible reconèixer les formacions geològiques i el mateix espai interior. Per tant, l'EPPEX va invertir diversos anys en la seva neteja interior, arribant a descobrir que la terra moguda per a la realització de la trinxera contenia restes d'animals avui extingits, que, juntament amb anàlisis posteriors, van determinar que pertanyien al Plistocè.
Paral·lelament, l'any 2002 i a l'exterior de Maltravieso (a l'antiga Sala del Descobriment desapareguda actualment), es van realitzar diversos sondejos a la recerca de restes arqueològiques d'aquesta sala. El resultat va ser un esquelet infantil humà fora de context causa, presumiblement, als treballs de pedra picada realitzats cap a la meitat del segle xx. En aquest esquelet es reconeixien un conjunt de paleopatologies associades a la realització de treballs intensius i regulars.
A part de la Sala del Descobriment, encara es conserven diverses sales pràcticament intactes en el seu interior, com són la Sala de les Xemeneies situada al fons de la cavitat, i la Sala dels Ossos a pocs metres de l'entrada actual. Tots dos llocs han estat objecte d'excavació arqueològica paleontològica durant molt pocs anys fins a la seva paralització. A la primera, l'objectiu inicial va ser trobar les restes associats als artistes que van pintar les manifestacions rupestres.
La segona d'elles, la Sala dels Ossos, amb una antiguitat entre 117,000 i 183,000 anys (datades amb precisió dues planxes  estalagmítiques que recobreixen per dalt i per baix els sediments, usant la tècnica  radiomètrica d'urani / tori).

## Fases d'ocupació
Segons aquestes dades existeixen tres moments d'ús de la cavitat: Paleolític Inferior, Paleolític Superior i edat del bronze.
El recent desenvolupament del projecte de recerca Primers Pobladors d'Extremadura, codirigit per Eudald Carbonell, Antoni Canals i Sauceda, ha afegit algunes dades al nostre coneixement sobre Maltravieso, on s'ha recollit el fruit dels treballs de recerca en forma d'una indústria lítica de tipus Acheulià associada a restes  ossies d'una fauna pròpiament pleistocénica ja en part coneguda (daina, os, Bou, cavall, rinoceront, linx, hiena, ...) que ha permès datar el conjunt entre 350.000 i 120.000 BP
Les pintures de Maltravieso, descobertes el 1956 per Carlos Callejo, són de les poques manifestacions rupestres a l'interior peninsular, i les úniques pictòriques d'Extremadura. Les pintures són de diversos tipus:
- Puntiformes.
- Elements lineals.
- Zoomorfs (cèrvids,  caprins i un bòvid).
- Mans (amb dit petit i sense).

El motiu més recurrent i conegut de la cova de Maltravieso són les mans en negatiu, de les quals s'han comptat més de setanta; costat d'elles, hi ha també un gran nombre de ideomorfos, però les investigacions més recents han permès documentar representacions pintades parcials d'un èquid, un  caprí, un cèrvid i un bòvid, així com altres animals gravats més difícils d'interpretar, almenys dos  caprins, un cèrvid i un bòvid. Aquestes empremtes de mans, tant en positiu, com en negatiu o mixtes, són encara de difícil interpretació per als  arqueòlegs. Moltes de les empremtes de mans no representen el dit petit, tot i que està descartada la teoria de les  mutilacions ritual és. Els artistes les van realitzar plasmant les seves mans, algunes d'elles van sobre escriure el dit petit amb pintura, segons ha demostrat la fotografia mitjançant infrarojos. Aquests motius semblen tenir una àmplia cronologia que abasta des de l'Aurinyacià al Magdalenià. Avui són coneguts altres troballes d'art rupestre en zones limítrofes a Extremadura, com Escoural, Vall del Côa o Mazouco a Portugal, i Siega Verde a Salamanca, segueix sent Maltravieso una referència imprescindible en l'art prehistòric peninsular.
Quant a la necròpolis de l'edat del bronze cal dir que sempre ha estat difícil situar-la dins d'una cronologia precisa. Alguns autors van parlar de Neolític pels motius decoratius de la ceràmica que va aparèixer al costat dels cranis, i altres d'edat del bronze. Dels cranis destaca un d'ells per presentar una trepanació al parietal esquerre a la qual l'individu va sobreviure, com demostra la regeneració del teixit ossi en les vores de la ferida. L'última interpretació publicada per I. Cerrillo Conca i A. González Anyell defensa que Maltravieso és una cova sepulcral amb una cronologia de Proto-Cogotas I, de mitjan II mil·lenni, per tant de l'edat del bronze. Aquesta cronologia s'ha atorgat per les similituds de la ceràmica amb altres jaciments coneguts tant a La Meseta com Extremadura.

## Visita
Està tancada al públic i hi ha un centre d'interpretació, dependent del Museu de Càceres, en els seus voltants que explica la història de la cova i els elements trobats en ella. Hi ha una petita reproducció de la cova. També es projecta un vídeo d'uns 8 minuts en què la cova explica la història de la seva vida. Les ceràmiques, cranis i una punta de llança es troben en les vitrines de les sales de Prehistòria del Museu de Càceres.